# Arturo Alvarado
Arturo Alvarado Pérez (ur. 17 sierpnia 1987 w Monterrey) – meksykański piłkarz występujący na pozycji lewego pomocnika, trener piłkarski, od 2024 roku prowadzi Alebrijes.